# Fritz Emeran
Fritz Emeran (Les Abymes, Guadeloupe, 28 maart 1976) is een voormalig Frans/Rwandees voetballer. Emeran, een verdediger, stopte in 2009.

## Jeugdcarrière
- 1983-1992: JS d'Abymes
- 1992-1993:  AS Monaco

## Profcarrière
- 1993-1996:  FC Saint-Lô Manche
- 1996-1997:  Stade Rennais
- 1997-1998:  Stade Poitevin FC
- 1998-1999:  FC Saint-Lieu
- 1999-2000:  KV Mechelen
- 2000-01/01:  RC Genk
- 01/01-2002:  Fortuna Sittard
- 2002-2004:  FC Gueugnon
- 2004-2005:  FC Brussels
- 2005-2006:  La Louvière
- 2006-2007:  Asteras Tripoli
- 2007-2009:  Levadiakos